# Campionato russo di rugby a 15 2007
Il Campionato russo di rugby a 15 del 2007 (in russo Professional'naja regbijnaja liga 2007 fu il terzo campionato semiprofessionistico organizzato dalla Federazione di rugby a 15 della Russia il 16 in assoluto; parteciparono 6 squadre.

## Squadre Partecipanti
- Enisej-STM
- Krasnyj Jar
- RC Novokuznetsk
- Slava Moscow
- Universitet Chita
- VVA-Podmoskov'e

## Classifica Finale
Classifica Finale 
|         | &nClub                  |       |        |       |       | Punti  | Punti | Punti | Punti classifica |
| Giocate | &nClub                  | Vinte | Pareg. | Perse | fatti | subiti | Diff. |       | Punti classifica |
| ------- | ----------------------- | ----- | ------ | ----- | ----- | ------ | ----- | ----- | ---------------- |
| 1       | VVA-Podmoskovye Monino  | 20    | 19     | 0     | 1     | 938    | 233   | +705  | 82               |
| 2       | Yenisey-STM Krasnoyarsk | 20    | 15     | 0     | 5     | 649    | 234   | +415  | 68               |
| 3       | Slava Moscow            | 20    | 12     | 1     | 7     | 644    | 334   | +310  | 59               |
| 4       | Krasny Yar Krasnoyarsk  | 20    | 9      | 1     | 10    | 558    | 441   | +117  | 50               |
| 5       | RC Novokuznetsk         | 20    | 3      | 0     | 17    | 339    | 808   | -469  | 29               |
| 6       | Universitet Chita       | 20    | 1      | 0     | 19    | 138    | 1216  | -1078 | 24               |